# Pearl (Illinois)
Pearl es una villa ubicada en el condado de Pike en el estado estadounidense de Illinois. En el Censo de 2010 tenía una población de 138 habitantes y una densidad poblacional de 33,45 personas por km².

## Geografía
Pearl se encuentra ubicada en las coordenadas 39°27′46″N 90°37′11″O / 39.46278, -90.61972. Según la Oficina del Censo de los Estados Unidos, Pearl tiene una superficie total de 4.13 km², de la cual 3.91 km² corresponden a tierra firme y (5.27%) 0.22 km² es agua.

## Demografía
Según el censo de 2010, había 138 personas residiendo en Pearl. La densidad de población era de 33,45 hab./km². De los 138 habitantes, Pearl estaba compuesto por el 95.65% blancos, el 0.72% eran afroamericanos, el 0% eran amerindios, el 0% eran asiáticos, el 0% eran isleños del Pacífico, el 0% eran de otras razas y el 3.62% pertenecían a dos o más razas. Del total de la población el 1.45% eran hispanos o latinos de cualquier raza.